# Street Racer (film)
Pour plus de détails, voir Fiche technique et Distribution.
Street Racer est un film américain produit par The Asylum, sorti en 2008. Son titre est similaire au film Speed Racer, mais son intrigue globale présente une similitude plus étroite avec Fast and Furious, et en particulier Fast and Furious: Tokyo Drift, sorti en 2006. Le film est annoncé par The Asylum comme étant basé sur des événements réels.

## Synopsis
Johnny Wayne (Clint Browning) est un ancien coureur automobile qui purge une peine de 5 ans de prison après avoir blessé un jeune garçon (qui est resté paralysé) lors d’une course de rue illégale à Los Angeles. Wayne, ayant été traumatisé par les événements, jure de ne plus jamais courir et il est bientôt libéré en tant que citoyen repenti. Alors que Johnny tente de reconstruire sa vie et de devenir un membre honnête et travailleur de la société, son agent de libération conditionnelle a d’autres plans pour lui. Johnny se retrouve victime d’un chantage pour reprendre les courses de rue, effectué par son agent de libération conditionnelle, et les railleries de ses anciens associés de course de rue. 
Johnny obtient un emploi dans un chantier de démolition, propriété de Red. Johnny et Red ont au début des relations difficiles, mais ils finissent par devenir amis. Red apprend à Johnny comment améliorer ses compétences en course. 
Johnny est affecté au service communautaire bénévole dans le cadre de sa libération conditionnelle, et il finit par travailler dans un centre de rééducation où un garçon, Daniel dit « Danny » (Connor Herlong), rendu infirme 5 ans plus tôt dans un accident de voiture, reçoit sa thérapie physique alors qu’il essaie de réapprendre à marcher. Danny et sa sœur aînée prennent goût à Johnny. Johnny inspire Danny pour donner le maximum d’efforts dans sa thérapie physique et Danny progresse. Johnny se rend lentement compte que Danny est le garçon qu’il a estropié dans l’accident qu’il a causé 5 ans plus tôt, mais il ne sait pas comment le dire à Danny et à sa sœur. Le père de Danny voit Johnny au centre de rééducation, devient furieux et révèle la vérité à tous. La sœur de Danny confronte Johnny au sujet des difficultés qu’il a imposées à Danny et à sa famille, qui ont du mal à joindre les deux bouts avec des factures médicales exorbitantes. 
Johnny finit par courir contre son ancien ami (et maintenant rival) Mickey Styles (Jason Ellefson) pour le titre de coureur de rue ultime de Los Angeles et une prime de 10 000 $. L’agent de libération conditionnelle véreux parie contre Johnny, et il ordonne à Johnny de perdre la course, ou il révoquera sa libération conditionnelle et se vengera sur Danny et sa famille. Johnny gagne la course et les 10 000 $ qu’il donne à Danny. L’agent de libération conditionnelle véreux reçoit sa juste récompense lorsqu’il est frappé par des coureurs de rue et tué.

## Distribution
- Clint Browning : Johnny Wayne
- Dorothy Drury : Kelly
- Robert Pike Daniel : Red
- Jason Ellefson : Mickey Styles
- Dustin Fitzsimons : Steve
- Michael Crider : Briggs
- Connor Herlong : Daniel
- T.J. Zale : Robert
- Reggie Jernigan : Derek
- Kelli Dawn Hancock : Arménie
- Sinead McCafferty : Sheila
- Jennifer Dorogi : Teddy
- Jack Goldenberg : Travis